# Sporting Covilhã
Sporting Clube da Covilhã is een Portugese voetbalclub uit Covilhã.

## Geschiedenis
De club werd opgericht op 2 juni 1923. De thuiswedstrijden worden in het Complexo Desportivo da Covilhã gespeeld, dat plaats biedt aan circa 3.500 toeschouwers. De clubkleuren zijn groen-wit. In het seizoen 2021-2022 eindigde de club op een 16e plaats in de Segunda Liga. Hierdoor moest de club promotie/degradatie wedstrijden spelen tegen FC Alverca. De eerste wedstrijd werd met 0-0 afgesloten. Echter trok Covilhã in de tweede wedstrijd aan het langste eind door met 2-0 te winnen. Hierdoor was de club ook in 2022-2023 actief op het tweede niveau. In dat seizoen eindigde de club echter roemloos onderaan en degradeerde naar de Liga 3 waar het in 2024 op een achtste plaats eindigde in de kampioenspoule.

## Erelijst
- Liga de Honra

Winnaar (1): 1948
- Tweede divisie

Winnaar (3): 1999, 2005, 2008

## Eindklasseringen
| Seizoen   | №  | Clubs | Divisie      | Duels | Winst | Gelijk | Verlies | Doelsaldo | Punten | Tsch |
| --------- | -- | ----- | ------------ | ----- | ----- | ------ | ------- | --------- | ------ | ---- |
| 2014–2015 | 4  | 24    | Segunda Liga | 46    | 23    | 11     | 12      | 78–46     | 80     | 478  |
| 2015–2016 | 14 | 24    | Segunda Liga | 46    | 13    | 19     | 14      | 45–48     | 58     | 318  |
| 2016–2017 | 8  | 22    | Segunda Liga | 42    | 15    | 17     | 10      | 51-41     | 62     | 304  |
| 2017–2018 | 15 | 20    | Segunda Liga | 38    | 12    | 11     | 15      | 32-41     | 47     | 358  |
| 2018–2019 | 6  | 18    | Segunda Liga | 38    | 13    | 10     | 11      | 42-37     | 49     | 461  |
| 2019-2020 | 11 | 18    | Segunda Liga | 24    | 9     | 5      | 10      | 29-27     | 32     | --   |
| 2020-2021 | 13 | 18    | Segunda Liga | 38    | 8     | 13     | 13      | 36-42     | 37     | --   |
| 2021-2022 | 16 | 18    | Segunda Liga | 38    | 8     | 12     | 14      | 30-43     | 36     | --   |
| 2022-2023 | 18 | 18    | Segunda Liga | 38    | 7     | 7      | 20      | 31-57     | 28     | --   |
| 2023-2024 | 8  | 20    | Liga 3       | 32    | 9     | 12     | 11      | 42-41     | 39     | --   |

## Bekende (ex-)speler(s)
- Pizzi (2009)
- Jason Davidson (2011)